# الاتحاد الدولي لرياضة القدرة
الاتحاد الدولي لرياضة القدرة كان يُعرف سابقا باسم الاتحاد الدولي لرياضة الكراسي المتحركة ومبتوري الأطراف هو منظمة رياضية دولية ومؤسسة خيريّة مسجلة يقع مقرها الرئيسي في كلية آيلسبري في باكينجهامشير بالمملكة المتحدة تنظم الفعاليات الرياضية وتحكم الرياضات الخاصّة بالرياضيين من ذوي الإعاقات الجسدية، وهي الهيئة الدولية الحاكمة لعدد من الرياضات البارالمبية مثل رياضة المبارزة على الكراسي المتحركة، ورياضة هوكي الجليد على الكراسي المتحركة ورياضة الرقص البارالمبية، كما تنظم دورة الألعاب العالمية لرياضة القدرة، وهو حدث للرياضات البارالمبية يُقام خلال السنوات التي لا تقام فيها دورة الألعاب البارالمبية الصيفية.

## لمحة تاريخية
كانت دورة ألعاب ستوك ماندفيل الدولية التي أسسها لودفيج جوتمان بمثابة مقدمة لدورة الألعاب البارالمبية. وفي عام 2005 تأسس الاتحاد الدولي لرياضة الكراسي المتحركة ومبتوري الأطراف بعد اندماج الاتحاد الدولي لرياضة الكراسي المتحركة في ستوك ماندفيل (ISMWSF) (والذي كان يُعرف سابقًا باسم الاتحاد الدولي لألعاب ستوك ماندفيل (ISMGF)، والاتحاد الدولي لرياضة المعاقين (ISOD) الذي أسسته الرابطة الدولية للمحاربين القدماء في عام 1964. وفي نوفمبر 2022، وافقت الرابطة الدولية للرياضة والترفيه للمصابين بالشلل الدماغي (CPISRA) والاتحاد الدولي لرياضة الكراسي المتحركة على الاندماج خلال اجتماع الجمعية العامة لهما. وفي أبريل 2023، أعادت المنظمة تسمية نفسها باسم الاتحاد الدولي لرياضة القدرة، وفي يناير 2024، أصبحت هي الجهة المشرفة على إدارة رياضة الرقص على الكراسي المتحركة كجزء من اللجنة البارالمبية الدولية.